# 5-0 grind
Pour les articles homonymes, voir Grind.
 (décembre 2023).
Si vous disposez d'ouvrages ou d'articles de référence ou si vous connaissez des sites web de qualité traitant du thème abordé ici, merci de compléter l'article en donnant les références utiles à sa vérifiabilité et en les liant à la section « Notes et références ».

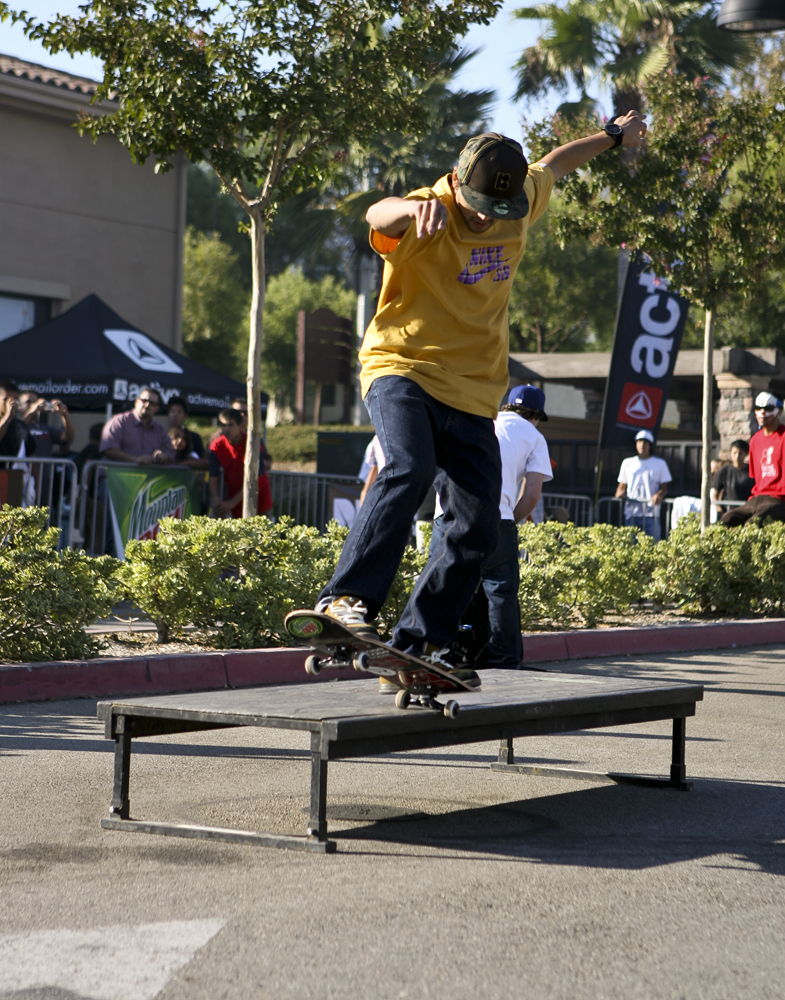
Skateur en train d'exécuter un 5-0 Grind

Le 5-0 grind est une figure de skateboard, également appelée un trick.
C'est le contraire de la figure du nosegrind. À la place de grinder sur l'axe avant de la planche, le skater grinde sur l'axe arrière. Ce trick est semblable à un manual, mais s'effectue sur un rail ou un trottoir. Pour en sortir, le skater peut soit se laisser tomber, soit faire un ollie.